# البجراء (الملاجم)

تعديل مصدري - تعديل

البجراء هي إحدى قرى عزلة الرشدة بمديرية الملاجم التابعة لمحافظة البيضاء، بلغ تعداد سكانها 396 نسمة حسب تعداد اليمن لعام 2004.